# Munin (satelita)
Munin – szwedzki nanosatelita naukowy do badań zórz polarnych skonstruowany przez studentów. Wystrzelony na pokładzie amerykańskiej rakiety Delta II, której głównym ładunkiem były satelity EO 1 i SAS C. 

## Opis misji
Munin był misją studencką (Umeå universitet, Luleå tekniska universitet,  Southwest Research Institute), budowaną pod kierownictwem państwowej firmy Swedish Space Corporation i Szwedzkiego Instytutu Fizyki Przestrzeni Kosmicznej (Institutet för Rymdfysik). Nazwa satelity pochodzi od imienia jednego z mitologicznych kruków towarzyszących nordyckiemu bogowi Odynowi.
Kontakt ze statkiem utracono 12 lutego 2001 roku, po ręcznie zainicjowanym resecie komputera pokładowego (procesor Texas Instruments TMS320C50, taktowany częstotliwością 40 MHz). Satelita przestał działań najpewniej ze względu na uszkodzenie pamięci PROM koniecznej w procesie uruchomiania komputera.

## Budowa
Satelita miał kształt sześcienny i masę 6 kilogramów. Wszystkie ściany pokryte były ogniwami słonecznymi. Przenosił spektrometr elektronowo-jonowy (MEDUSA, o masie 600 gramów) i detektor cząstek energetycznych (DINA, o masie 340 gramów). Obrazy zórz były wykonywane miniaturową kamerą CCD. Statek posiadał 2 MB wewnętrznej pamięci, której zawartość okresowo przesyłano do stacji naziemnej w Kirunie. Łączność ze statkiem odbywała się na częstotliwościach 449,95 i 400,55 MHz.